# 光明池站
光明池站（日语：／ Kōmyōike eki */?）是位於大阪府堺市南區新檜尾台，屬於南海電氣鐵道泉北線的鐵路車站。車站編號為NK91。

## 車站構造
本站為島式月台1面2線的高架車站，站內只設置一處驗票閘口。

### 月台配置
| 月台 | 路線   | 方向 | 目的地                                   |
| ---- | ------ | ---- | ---------------------------------------- |
| 1    | 泉北線 | 下行 | 往和泉中央                               |
| 2    | 泉北線 | 上行 | 泉丘、中百舌鳥、（高野線）堺東、難波方向 |

## 相鄰車站
南海電氣鐵道
 泉北線
- ■特急「泉北Liner」停車站

■區間急行、■準急、■各站停車
栂·美木多（NK90）－光明池（NK91）－和泉中央（NK92）

## 外部連結
- 光明池站 - 南海電氣鐵道